# Powiat Tulln
Powiat Tulln (niem. Bezirk Tulln) – powiat w Austrii, w kraju związkowym Dolna Austria. Część północna powiatu leży w rejonie Weinviertel, a południowa w rejonie Mostviertel. Siedziba powiatu znajduje się w mieście Tulln an der Donau.

## Geografia
Przez centralną część powiatu przebiega Kotlina Tullneńska, którą płynie Dunaj. Znajdują się tam również liczne starorzecza. Krańce południowo-wschodnie powiatu leżą w Lesie Wiedeńskim.
Powiat graniczy: na północy z powiatem Hollabrunn, na północnym wschodzie z powiatem Korneuburg, na wschodzie i południowym wschodzie z powiatem Wien-Umgebung i Wiedniem, na południowym zachodzie z powiatem St. Pölten-Land i na północnym zachodzie z powiatem Krems-Land.
1 stycznia 2017 do powiatu przyłączono gminę Klosterneuburg ze zlikwidowanego powiatu Wien-Umgebung.

## Podział administracyjny
Powiat podzielony jest na 22 gminy, w tym dwie gminy miejskie (Stadt), 16 gmin targowych (Marktgemeinde) oraz cztery gminy wiejskie (Gemeinde).
| Miasta 1. Klosterneuburg (28 107) 2. Tulln an der Donau (16 932) Gminy targowe 1. Absdorf (2427) 2. Atzenbrugg (3365) 3. Fels am Wagram (2427) 4. Grafenwörth (3291) 5. Großweikersdorf (3311) 6. Judenau-Baumgarten (2359) 7. Kirchberg am Wagram (3845) 8. Königsbrunn am Wagram (1423) 9. Königstetten (2547) 10. Langenrohr (2582) 11. Michelhausen (4116) 12. Sieghartskirchen (7883) 13. St. Andrä-Wördern (7977) 14. Tulbing (3242) 15. Würmla (1604) 16. Zwentendorf an der Donau (4181) | Gminy 1. Großriedenthal (969) 2. Muckendorf-Wipfing (1710) 3. Sitzenberg-Reidling (2466) 4. Zeiselmauer-Wolfpassing (2245) |
| (stan liczby mieszkańców 1 stycznia 2023) | |

## Transport
Przez powiat przebiegają drogi krajowe: B1 (Wiener Straße), B3 (Donau Straße), B4 (Horner Straße), B14 (Klosterneuburger Straße), B19 (Tullner Straße), B34 (Kamptal Straße), B43 (Traismaurer Straße) i B213 (Poysdorfer Straße). Na terenie powiatu znajdują się również linie kolejowe: Wiedeń - Praga, Wiedeń - Krems an der Donau oraz Tulln an der Donau - Herzogenburg - St. Pölten.
W Tulln an der Donau znajduje się jedyny most drogowy i kolejowy w całym powiecie łączący dwa brzegi Dunaju.

## Zmiany administracyjne
- 1 stycznia 2017
  - przyłączenie gminy miejskiej Klosterneuburg ze zlikwidowanego powiatu Wien-Umgebung